# Isopreen
Isopreen (IUPAC-naam: 2-methylbuta-1,3-dieen) is een koolwaterstof, met als brutoformule C5H8. De stof komt voor als een vluchtige zeer licht ontvlambare kleurloze vloeistof met een typerende geur, die onoplosbaar is in water. De damp is zwaarder dan lucht en kan er explosieve mengsels mee vormen.

## Synthese
Isopreen wordt bereid door thermisch kraken van nafta of aardolie. Het wordt afgescheiden uit de "C5"-stroom uit de kraker (de fractie die bestaat uit koolwaterstoffen met 5 koolstofatomen).
Andere syntheseroutes voor isopreen zijn:
- de condensatiereactie van acetyleen en aceton, gevolgd door hydrogenering en dehydratie;
- de Prins-reactie tussen formaldehyde en isobuteen. Het cyclische tussenproduct 4,4-dimethyl-1,2-dioxaan wordt dan katalytisch gekraakt bij hoge temperatuur, waarbij isopreen ontstaat;
- de dehydratie van 2-methylbutanal. Die verbinding ontstaat door de reactie van cis- of trans-2-buteen met synthesegas (CO en H2);[1]
- de thermische kraking van 2-methyl-2-penteen in een pyrolysereactor tot een mengsel van koolwaterstoffen waaruit isopreen kan afgescheiden worden;

- de enzymatische omzetting van glucose door genetisch gemodificeerde bacteriën.[2]

## Eigenschappen en toepassingen
Isopreen bezit twee dubbele bindingen, die geconjugeerd zijn. Dientengevolge polymeriseert de verbinding gemakkelijk bij verhitting en met peroxiden, waardoor kans op brand en explosie ontstaan. Voor opslag en vervoer moet er daarom contact met zuurstof (lucht) vermeden worden en moet er een inhibitor aan de vloeistof toegevoegd worden om ze te stabiliseren en polymerisatie te voorkomen. Als inhibitor kan bijvoorbeeld tert-butylcatechol aangewend worden.
Natuurrubber is een polymeer van isopreen, en nagenoeg alle isopreen wordt dan ook aangewend voor de productie van synthetisch rubber (1,4-polyisopreen of cis-polyisopreen).
Terpenen zijn biologische stoffen die van isopreen afgeleid zijn: ze kunnen beschouwd worden als oligomeren van isopreen.
Isopreen kan bij verhitting via een diels-alderreactie dimeriseren tot limoneen.

## Toxicologie en veiligheid
Isopreen wordt beschouwd als mogelijk kankerverwekkend voor de mens. De stof is weinig acuut toxisch, maar kan op termijn gezondheidsschade opleveren. Bij contact met de huid treden roodheid en jeuk op. Indien isopreen geïnhaleerd wordt, kan irritatie van de luchtwegen optreden.